# 完全感覺Dreamer
「完全感覺Dreamer」，日本樂隊ONE OK ROCK的第4張單曲，於2010年2月3日發行。

## 簡介
- 與前作《Et cetera》相隔約2年半的新作。
- 初回盤收錄2009年9月5日舉行的「Shinjuku LOFT "Overcome Emotion" TOUR」的5首歌曲的現場映像。
- 初次打進Oricon榜TOP 10的位置。
- PV獲提名2011年「SPACE SHOWER MUSIC VIDEO AWARDS」ROCK部門的作品[1]。

## 收錄曲

### CD
1. 完全感覺Dreamer（完全感覚Dreamer）
作詞・作曲：Taka
2. 一個人的自言自語（独り言ロンリーナ）
作詞・作曲：Taka/Toru
本来收錄為發售中止的單曲「Around the world 少年」的第2曲目。
3. Ring Wandering（リングワンデルング）
作詞：Taka 作曲：Taka/Toru

### DVD (初回盤限定)
1. CONVINCING
2. Melody Line的死亡率（Melody Lineの死亡率）
3. 存在証明
4. 戀愛幫手心中的丘比特（恋ノアイボウ心ノクピド）
5. Viva Violent Fellow ～美麗的Mosh pit～（Viva Violent Fellow ～美しきモッシュピット～）

## 備註
1. ↑  .   [2013-09-12]. （原始内容存档于2015-02-22）.